# Stawky (rejon gorłowski)
Stawky (ukr. Ставки) – osiedle na Ukrainie, w obwodzie donieckim, w rejonie gorłowskim. W 2001 liczyło 34 mieszkańców.